# Equensworldline
Die Equensworldline SE (Eigenschreibweise equensWorldline) ist ein Zahlungsabwicklungsanbieter mit Sitz in Utrecht. Im November 2015 gaben die Konkurrenten Equens und Worldline die Zusammenlegung des Großteils von Equens’ Aktivitäten mit den vergleichbaren Zahlungstätigkeiten von Worldline bekannt; die weiter bestehende Worldline hält 63 % an dem neuen Unternehmen.

## Dienstleistungen
Equensworldline ist einer der größten Anbieter für Zahlungsverkehrsdienstleistungen für Finanzinstitute in Europa. Das Produktspektrum umfasst die Verarbeitung und das Clearing aller Arten von Zahlungen in Europa:
- Massen-Inlandszahlungen
- Euro-Zahlungen
- Grenzüberschreitende Zahlungen
- Großbetrags- und Eilzahlungen
- Papierbasierte oder elektronische Zahlungen

Equensworldline verarbeitete 2016 mehr als 7,5 Mrd. Zahlungstransaktionen mit einem Volumen von ca. 10 Mrd. Euro im Jahr. Zu den Kunden zählen über 250 Banken, unter anderem die Commerzbank,  DZ Bank, über 1000 Volks- und Raiffeisenbanken, andere genossenschaftliche Banken (z. B. die PSD- und Sparda-Banken) und die Citigroup Global Markets und mehr als 30 weitere Privatbanken. Equensworldline wickelt des Weiteren Transaktionen für ABN AMRO, die Consorsbank, Fortis, ING Bank, KBC Bank, Rabobank und OP-Pohjola Group ab.

## Geschichte

### Equens

Logo Equens

Der Zahlungsverkehrsbereich der DZ Bank wurde am 1. September 2003 in das neu gegründete Tochterunternehmen Transaktionsinstitut für Zahlungsverkehrsdienstleistungen AG ausgelagert. Neben den zwei noch bestehenden Standorten von Equens in Deutschland (Frankfurt am Main und Stuttgart) gab es noch weitere Standorte in München, Hamburg, Hannover und Karlsruhe. Im Februar 2006 hat das Transaktionsinstitut mit der niederländischen Interpay zur neuen Firma Equens fusioniert. Das aus der Fusion entstandene Unternehmen hieß Equens N.V. und bestand aus Equens Nederland B.V. (Utrecht) und Equens Deutschland AG (Frankfurt und Stuttgart). Am 17. Juli 2008 wurden Equens Nederland B.V. und Equens Deutschland AG in die Muttergesellschaft Equens N.V. überführt. Letztere wurde danach in eine Europäische Gesellschaft (SE – Societas Europaea) umgewandelt.
Im September 2010 kaufte Equens die Montrada GmbH, ein ehemaliges Joint Venture der Commerzbank und der Dresdner Bank, welches nach dem Kauf der Dresdner Bank durch die Commerzbank eine hundertprozentige Tochter der Commerzbank wurde. Die Montrada bietet in Deutschland und Polen kartengestützten Zahlungsverkehr an. Neben eigenen Produkten vertreibt Montrada über ihre Partner, wie u. a. die Commerzbank oder die iZettle Whitelabel-Produkte.
Die Equens S.p.A. ist entstanden aus einem Joint Venture zwischen der italienischen ICBPI-Gruppe (Nexi) und Equens. Seit Januar 2011 ist die Equens S.p.A. eine hundertprozentige Tochtergesellschaft der Equens. Im Jahr 2013 wurde die Tochter integriert und ist seither eine Zweigstelle von Equens.
Die DZ Bank war zuletzt mit 31,1 % an Equens beteiligt. Verschiedene niederländische Banken (Ing Bank, Rabobank und ABN AMRO) hielten 49 % an der Equens und die italienische ICBPI (Nexi) 20 Prozent.

### Worldline
Worldline ist ein börsennotierter Zahlungsdienstleister mit Sitz in Bezons bei Paris; das Unternehmen wurde im Jahr 2004 innerhalb des Atos-Konzerns gegründet, um dessen seit 1973 durchgeführten Zahlungs- und e-Services-Aktivitäten zu bündeln. Im Jahr 2014 erfolgte der Börsengang von Worldline.

### Transaktion mit Worldline
Im November 2015 wurde eine strategische Transaktion zwischen Equens und Worldline angekündigt, die wie folgt gestaltet war:
- Erwerb von PaySquare zu 100 % durch Worldline: Worldline und Equens haben sich auf den hundertprozentigen Erwerb des Acquiring-Dienstleisters PaySquare, einer Tochtergesellschaft von Equens, verständigt. Das PaySquare-Geschäft wird in den globalen Geschäftsbereich Merchant Services & Terminals von Worldline integriert.
- Bildung der Equens Worldline Company Vorgesehen ist die Bildung der Equensworldline durch Verschmelzung des Zahlungsverkehrsabwicklungsgeschäfts (Financial Processing & Software Licensing, FPL) von Worldline mit Equens, wobei Worldline einen Anteil von 63,6 % an dem Unternehmen hält.

Am 30. September 2016 wurde die Transaktion durch die beiden Unternehmen abgeschlossen.